# Vespula
Genre

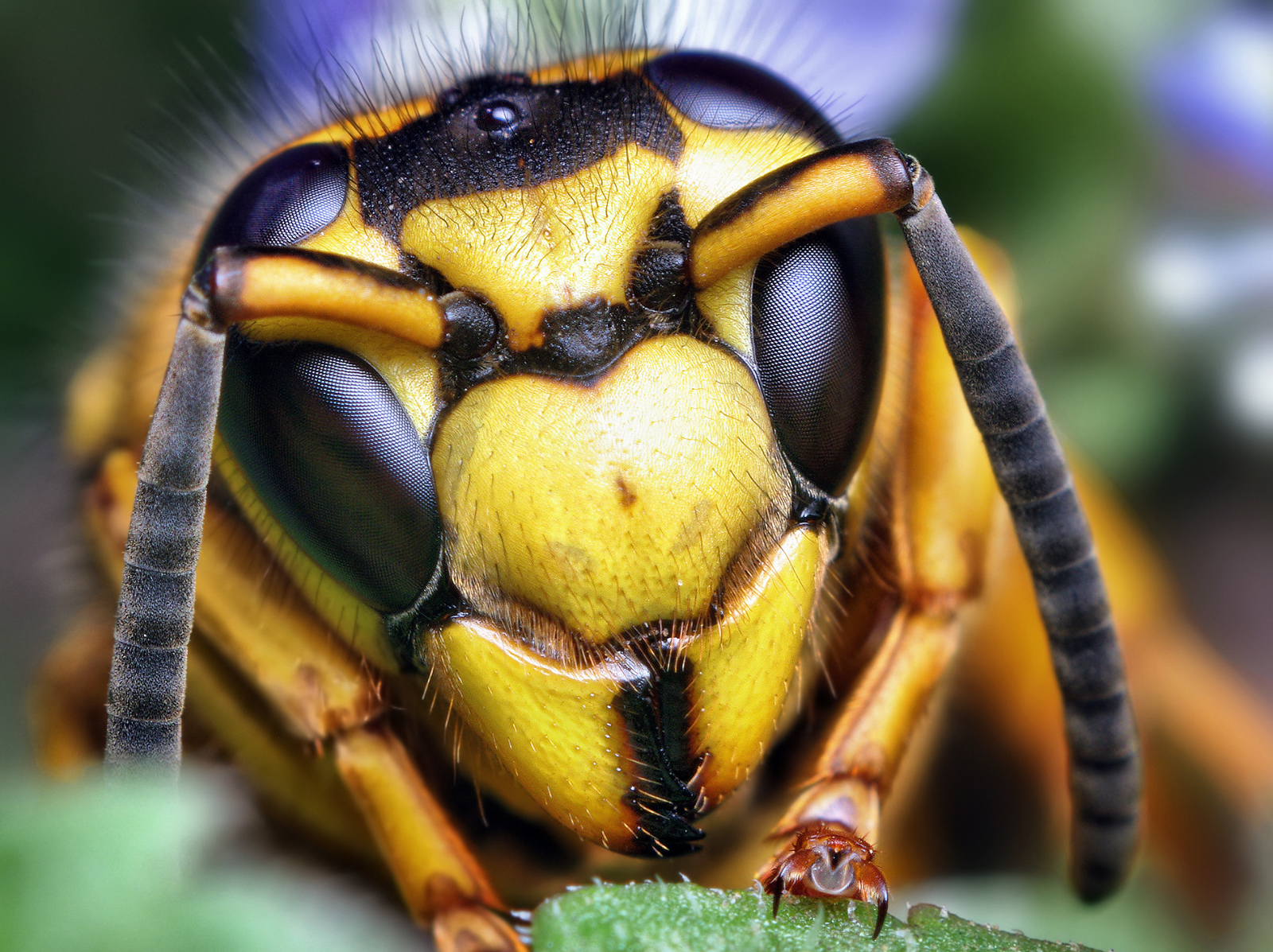
Tête de Vespula squamosa (macro)

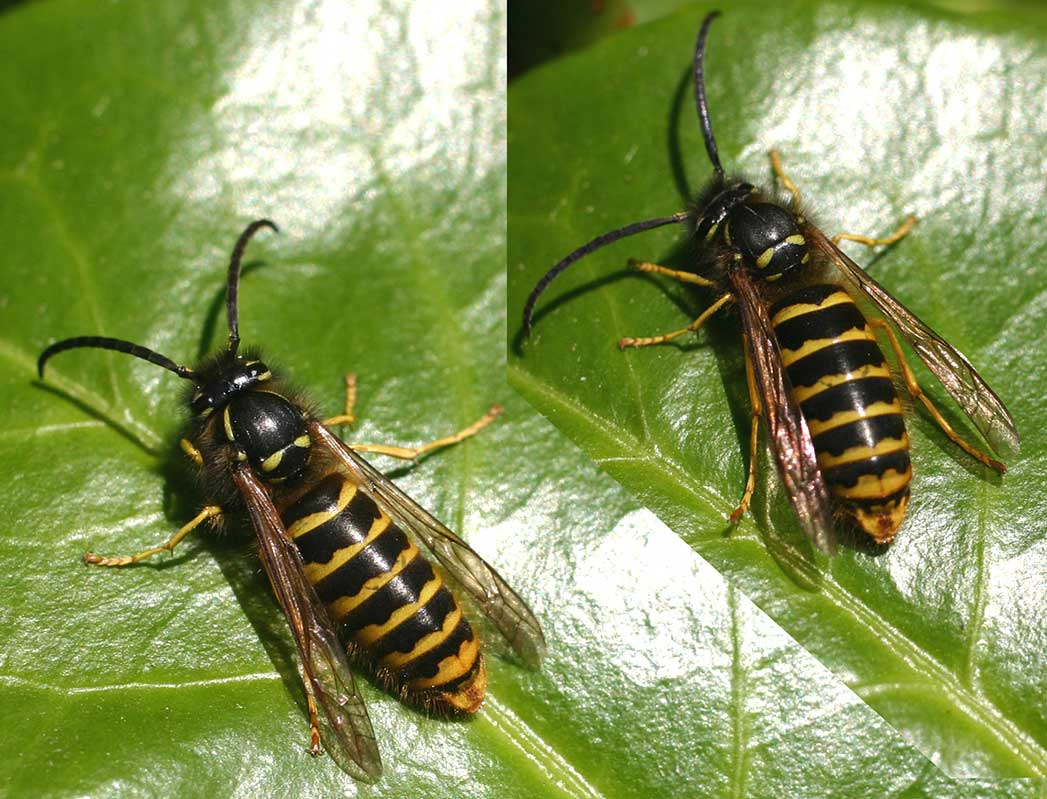
Vespula vulgaris - mâles

Vespula est un genre d'insectes contenant différentes espèces de guêpes sociales dont certaines sont des espèces "coucou", c'est-à-dire qu'elles habitent dans le nid d'une autre espèce pendant un certain temps, souvent pendant leur état larvaire, avant de partir, quand elles ont atteint leur état adulte, pour se reproduire. Ces espèces ne possèdent ni ouvrières ni reines, mais des mâles et des femelles.
On différentie les espèces de Vespula des espèces de Dolichovespula surtout grâce à leurs joues qui sont très courtes et même parfois absentes contrairement aux Dolichovespula.

## Nidification
Les espèces du genre Vespula fabriquent des nids en matière organique mâchée comprenant des alvéoles, qui sont, contrairement aux Polistes recouvertes d'une enveloppe. En fonction des espèces, ces nids peuvent être aussi bien construits sous terre qu'à l'air libre ou que dans des crevasses.

## Comportement
Les différentes espèces de Vespula forment des communautés comprenant différentes sortes d'individus : la reine, les ouvrières et les mâles.
Les espèces de Vespula peuvent se révéler agressives en présence d'un mouvement brusque ou d'un animal s'approchant trop près du nid.
L'espèce réputée la plus agressive est Vespula germanica.

## Liste des espèces
Selon BioLib (20 février 2022) :
- Vespula acadica (Sladen, 1918)
- Vespula alascensis Packard, 1870
- Vespula arisana Sonan, 1929
- Vespula atripilosa (Sladen, 1918)
- Vespula atropilosa (Sladen, 1918)
- Vespula austriaca (Panzer, 1799)
- Vespula consobrina (de Saussure, 1854)
- Vespula flaviceps (Smith, 1870)
- Vespula flavopilosa (Jacobson, 1978)
- Vespula germanica (Fabricius, 1793) - Guêpe germanique
- Vespula gongshanensis Dong, 2005
- Vespula inexspectata Eck, 1994
- Vespula infernalis (de Saussure, 1854)
- Vespula intermedia (du Buysson, 1905)
- Vespula kingdinwardi Archer, 1981
- Vespula kingdonwardi Archer, 1981
- Vespula koreensis (Radoszkowski, 1887)
- Vespula maculifrons (du Buysson, 1905)
- Vespula nujiangensis Dong & Wang, 2004
- Vespula nursei Archer, 1981B
- Vespula orbata (du Buysson, 1902)
- Vespula pensylvanica (de Saussure, 1857)
- Vespula rufa (Linnaeus, 1758)
- Vespula rufosignata Eck, 1998
- Vespula shidai (Ishikawa, Sk. Yamanne & Wagner, 1980)
- Vespula squamosa Drury, 1770 - Southern Yellowjacket
- Vespula structor (Smith, 1870)
- Vespula sulphurea (de Saussure, 1854)
- Vespula vidua (de Saussure, 1854)
- Vespula vulgaris (Linnaeus, 1758) - Guêpe commune
- Vespula yichunensis Lee, 1986

## Espèces présentes en Europe
Selon Fauna Europaea (20 février 2022) :
- Vespula austriaca (Panzer, 1799)
- Vespula germanica (Fabricius, 1793)
- Vespula rufa (Linnaeus, 1758)
- Vespula vulgaris (Linnaeus, 1758)

## Espèces présentes en Amérique du Nord
- Vespula acadica
- Vespula alascensis
- Vespula atropilosa
- Vespula consobrina
- Vespula flavopilosa
- Vespula germanica
- Vespula maculifrons
- Vespula pensylvanica
- Vespula squamosa
- Vespula sulphurea
- Vespula vidua

## Espèce présente en Asie
- Vespula flaviceps (Smith, 1870)

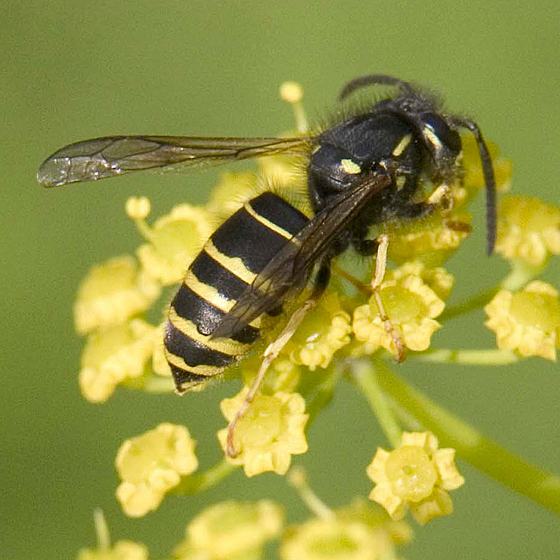
Vespula acadica
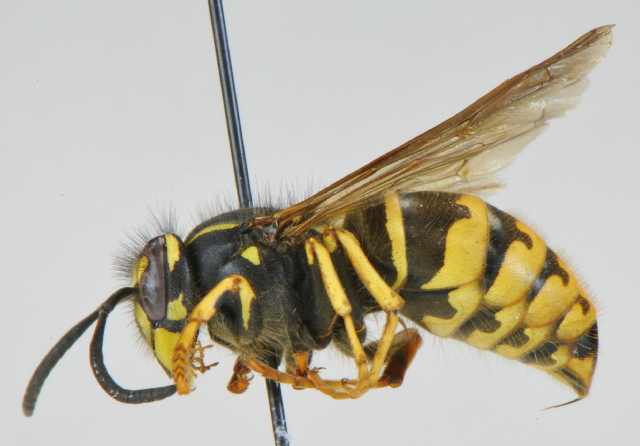
Vespula alascensis
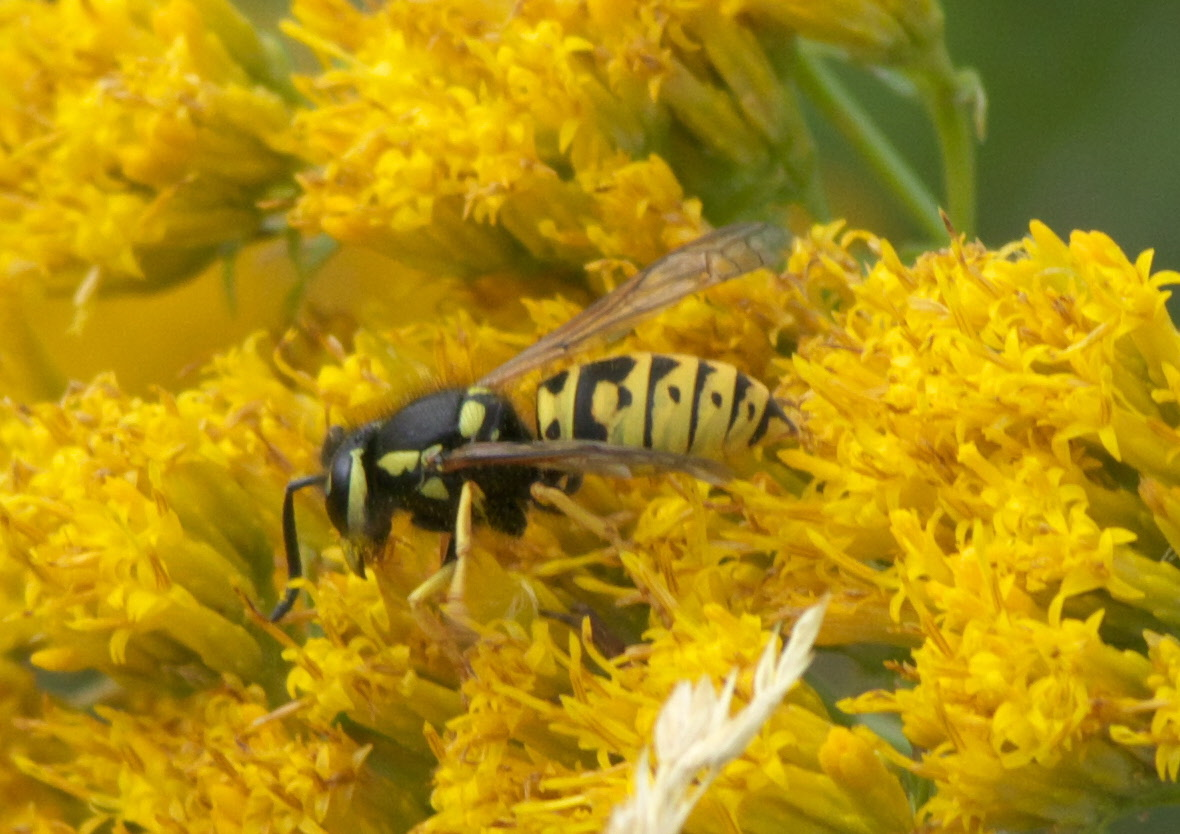
Vespula atropilosa
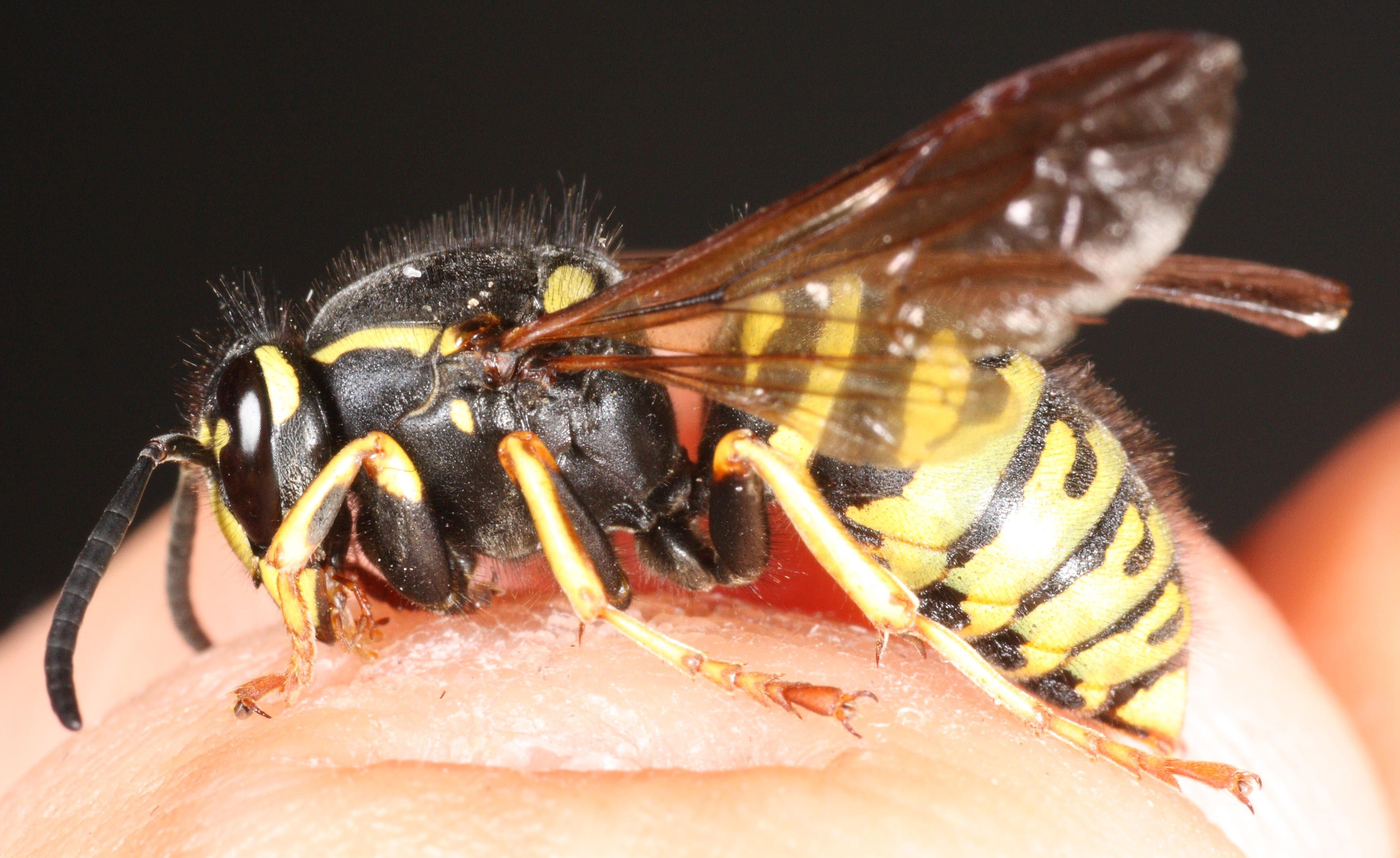
Vespula austriaca
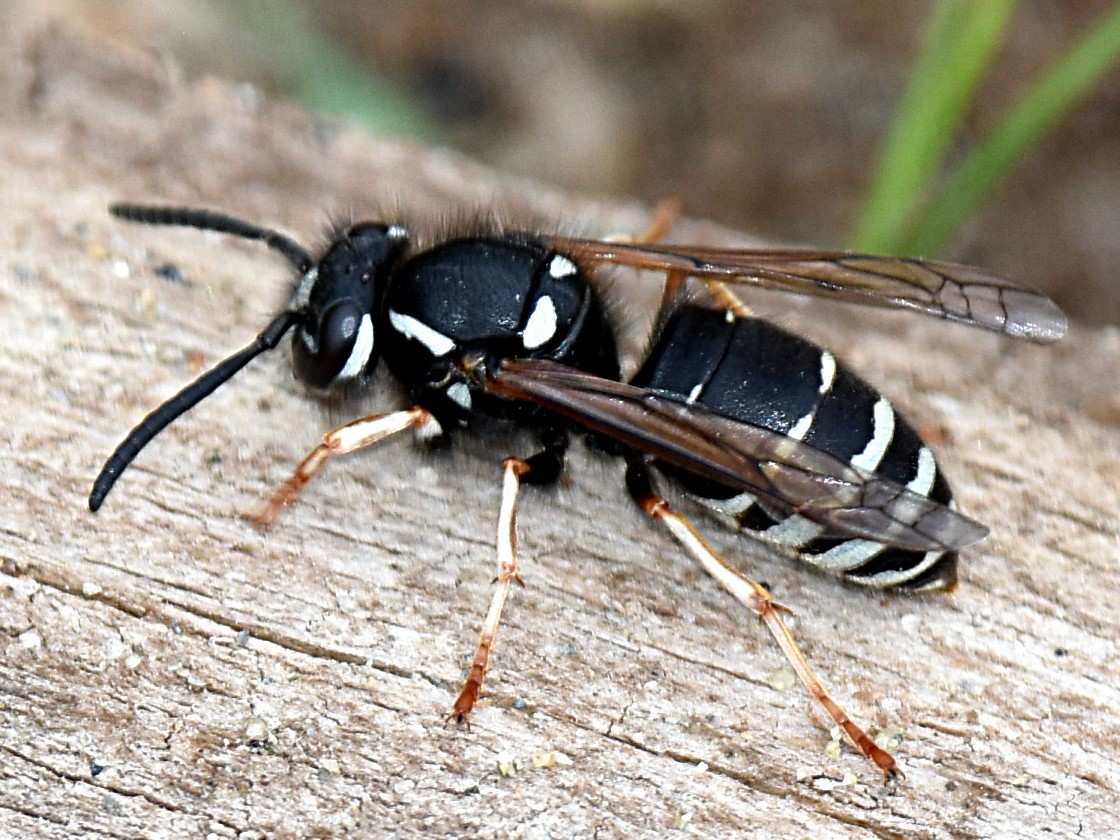
Vespula consobrina
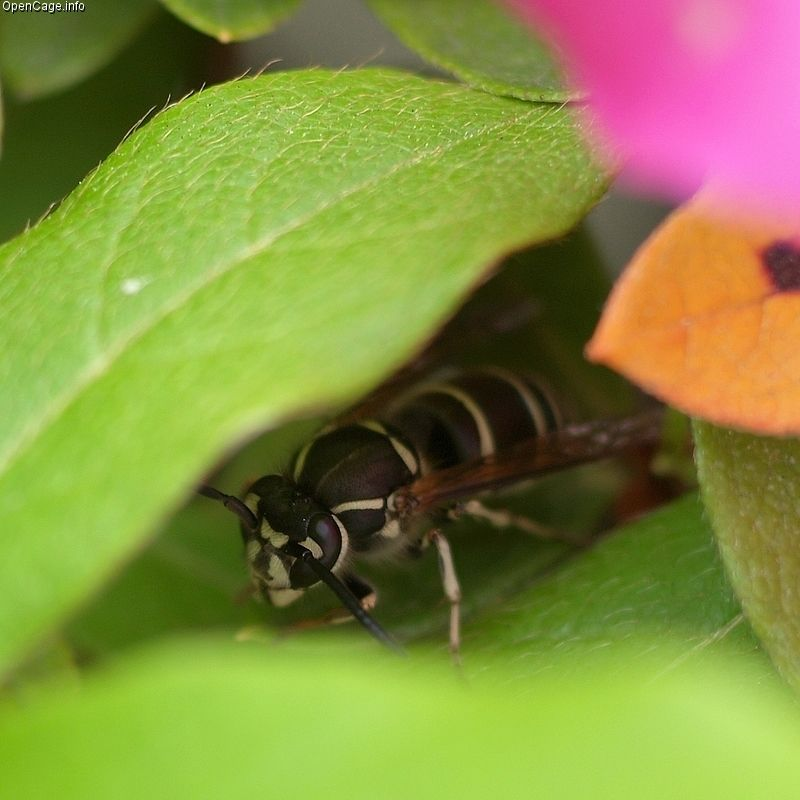
Vespula flaviceps
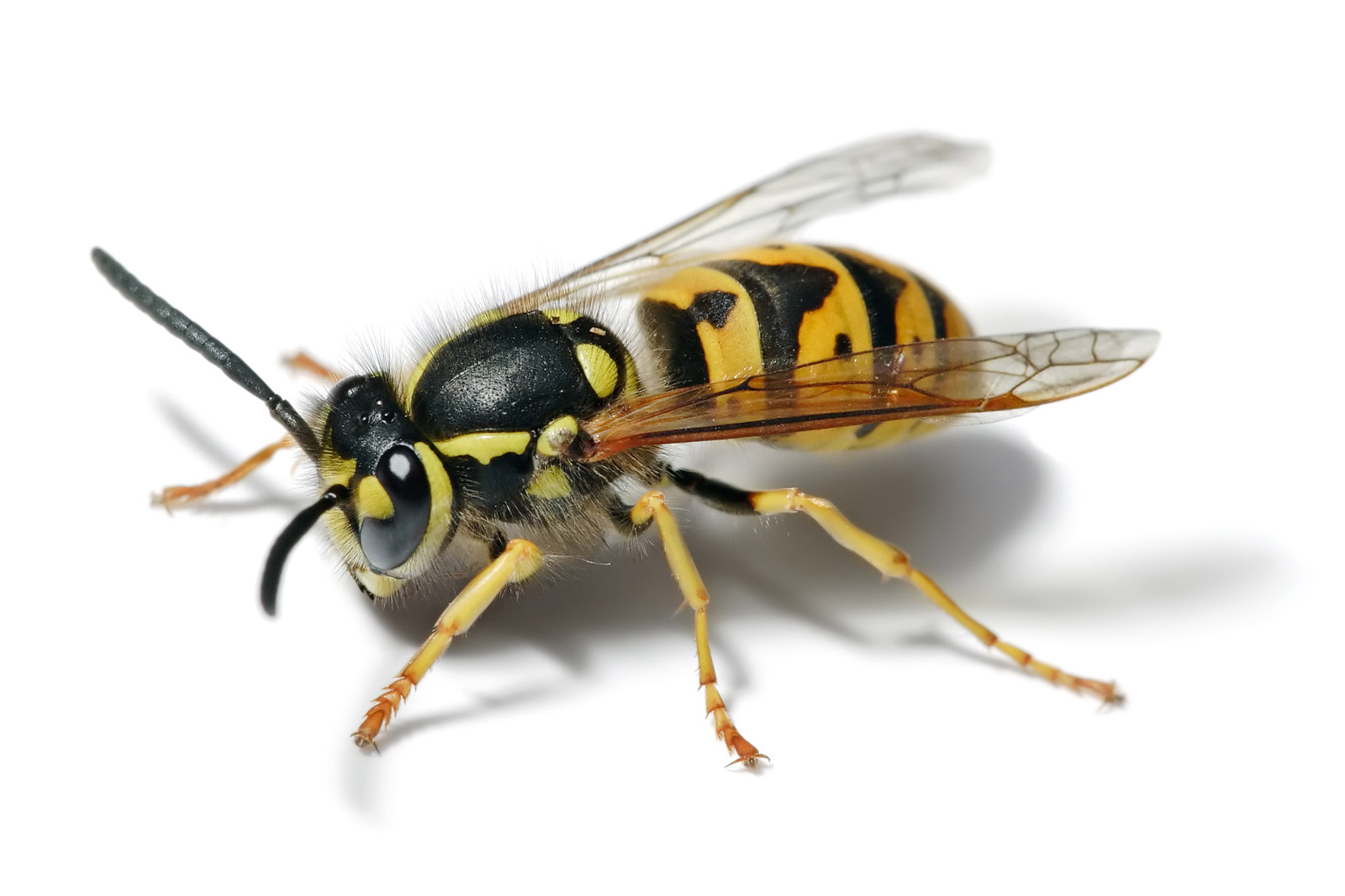
Vespula germanica
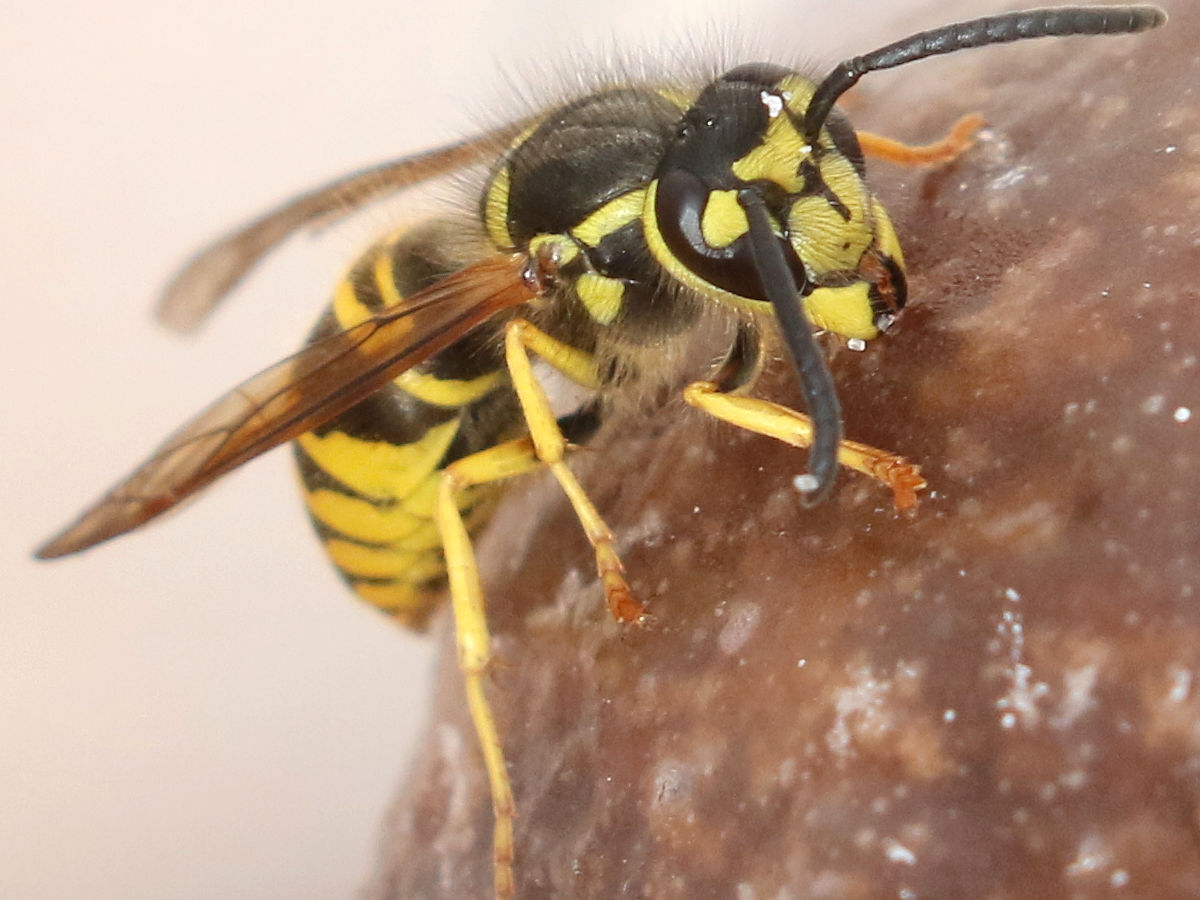
Vespula maculifrons
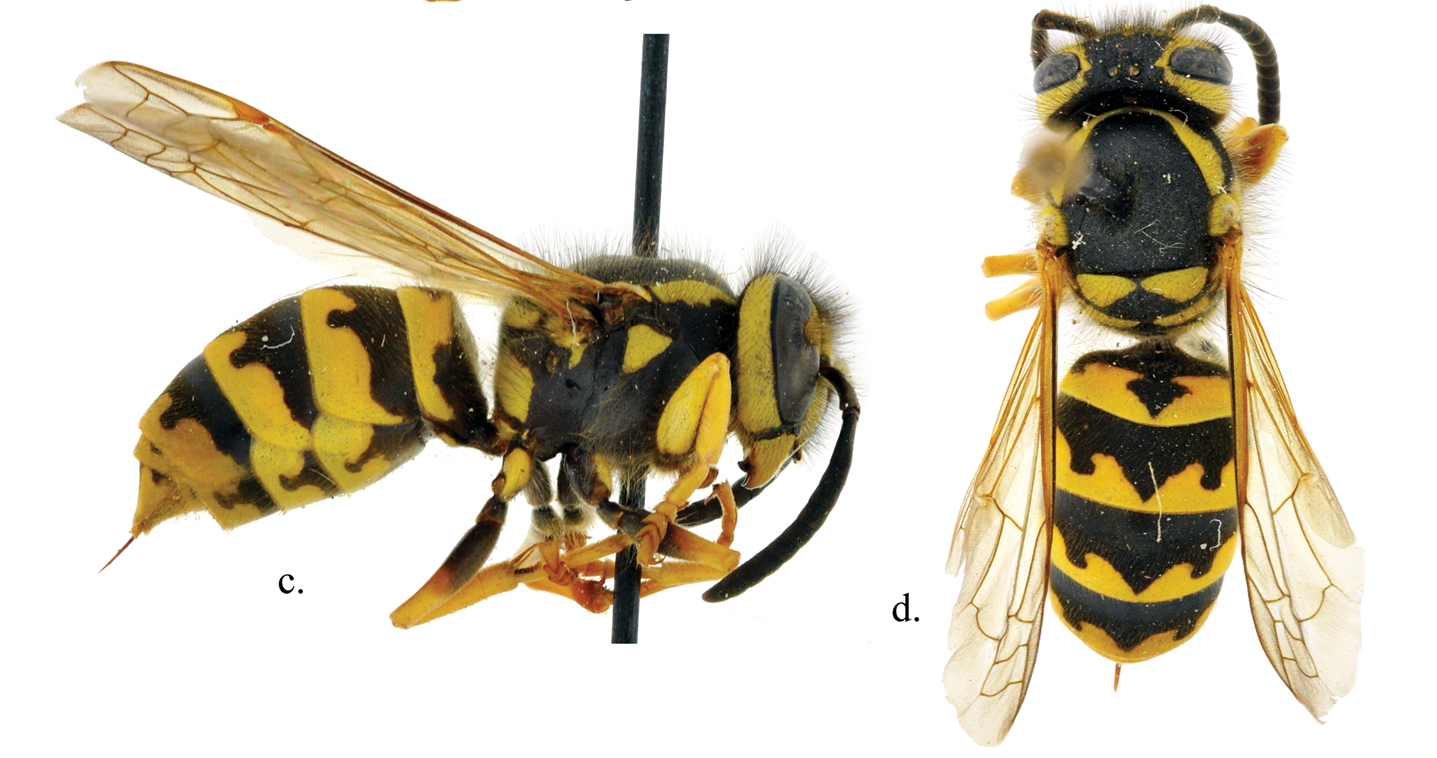
Vespula pensylvanica
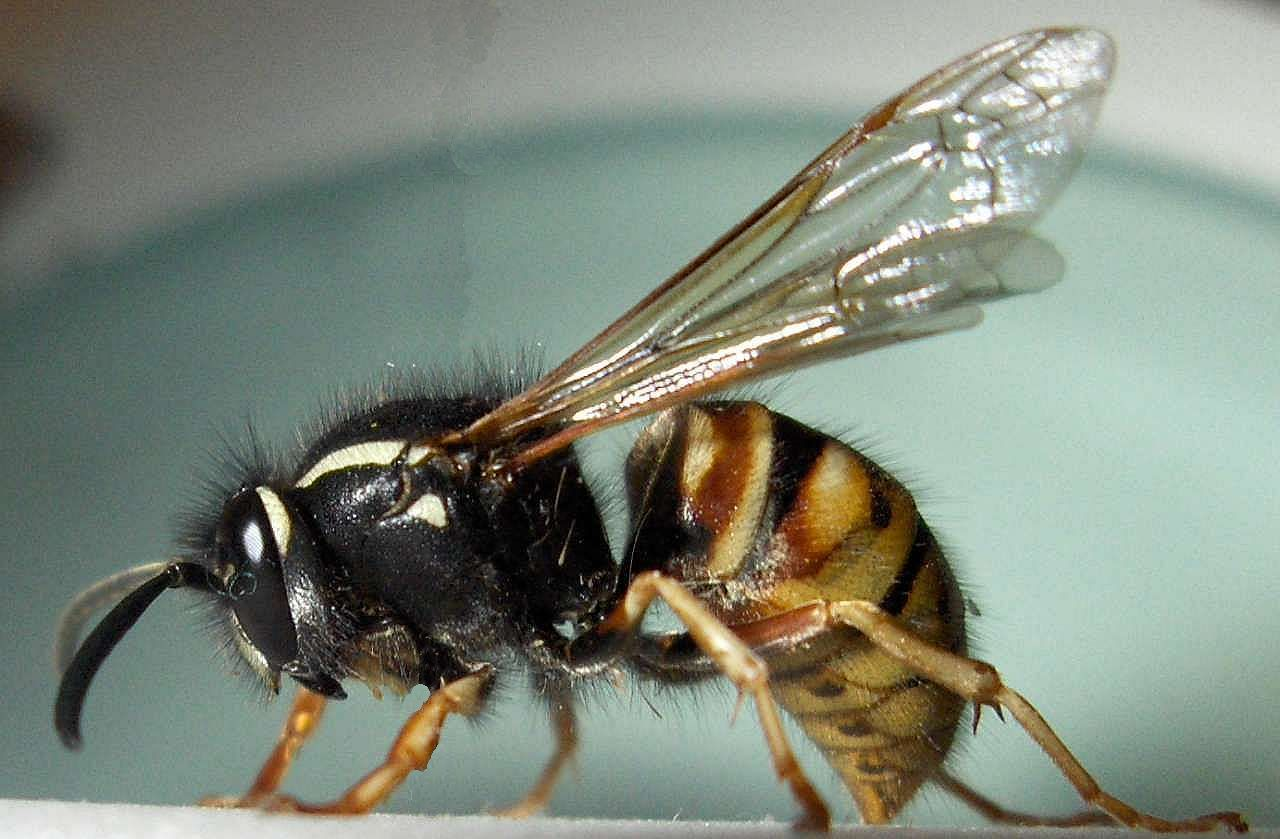
Vespula rufa
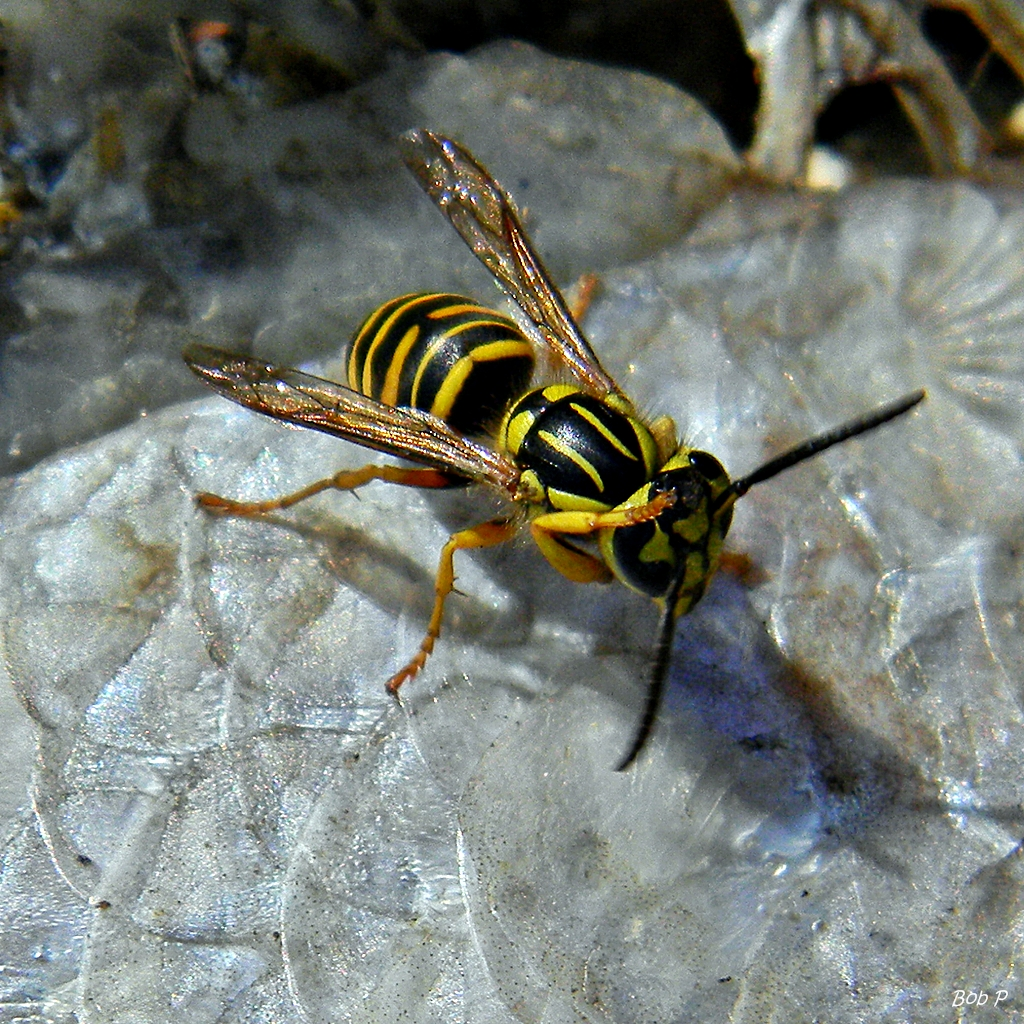
Vespula squamosa
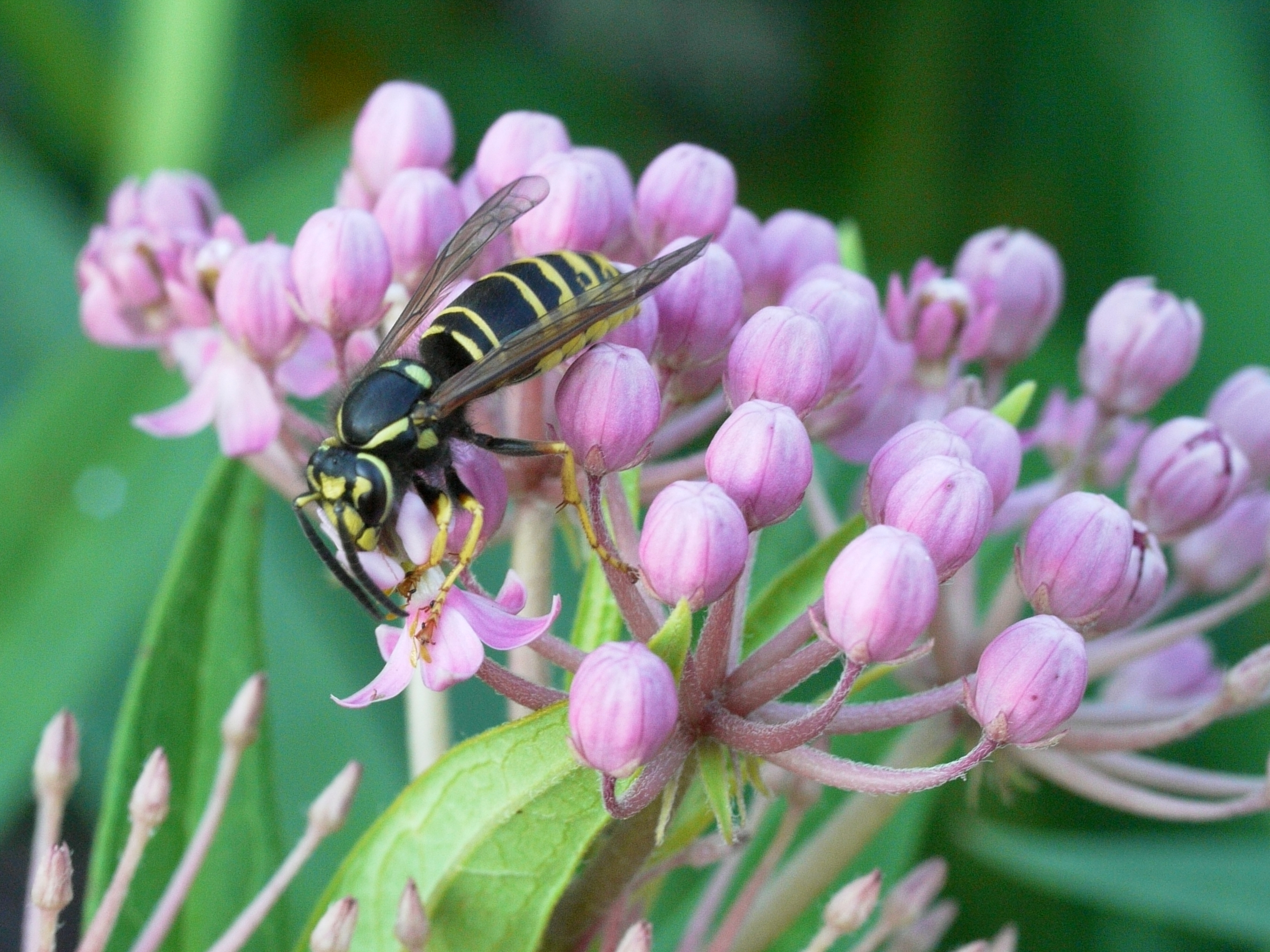
Vespula vidua
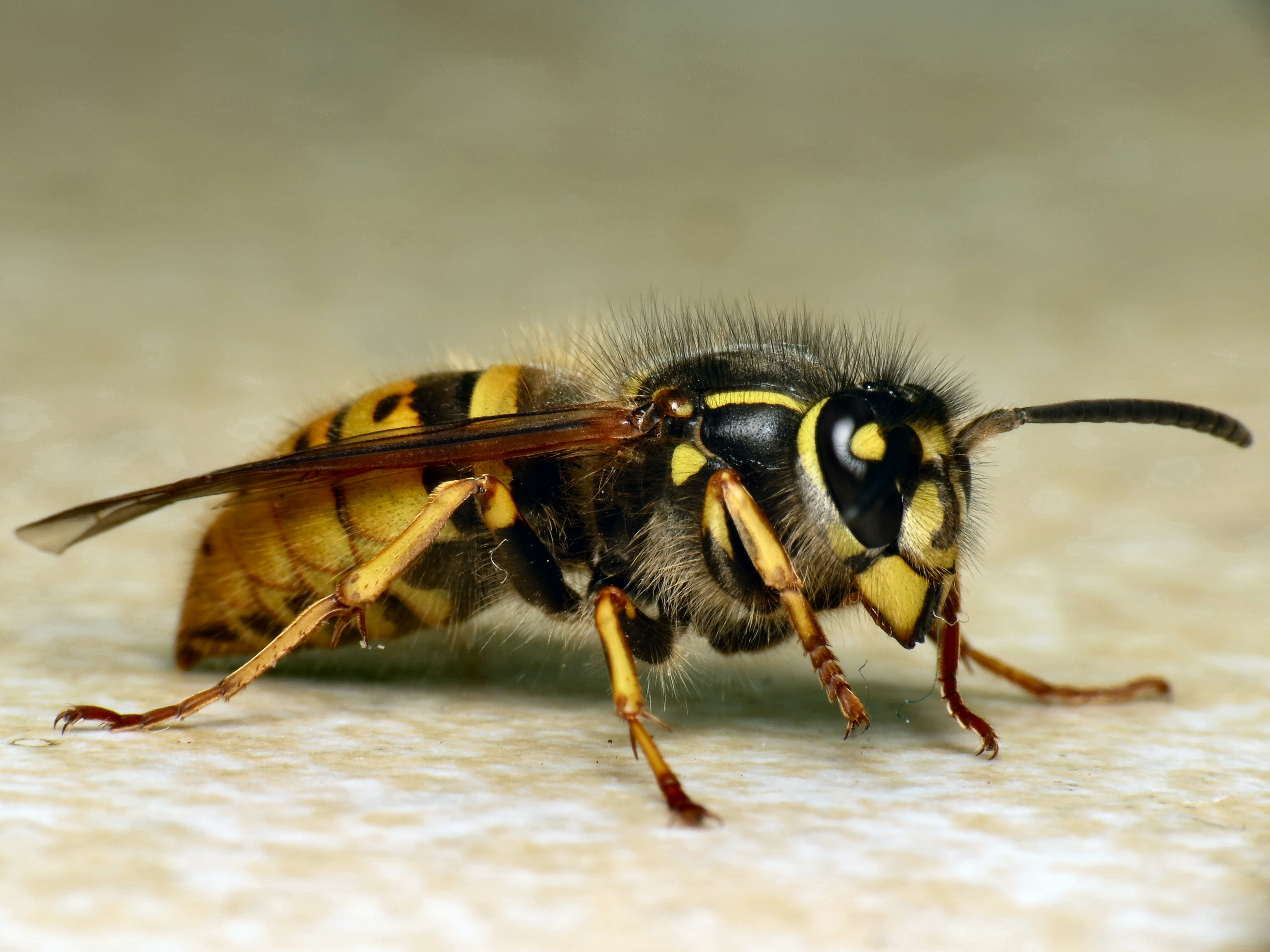
Vespula vulgaris